# ويد هارمان
ويد هارمان (بالإنجليزية: Wade Harman)‏ هو مدرب رياضي أمريكي، ولد في 1 أكتوبر 1963 في كوريدون في الولايات المتحدة.